# Brousartsi (obchtina)
Brousartsi (bulgare : Брусарци) est une obchtina de l'oblast de Montana en Bulgarie.